# Nieuwe Haagsebrug
De Nieuwe Haagsebrug (brug 157P) is een tweedelig bouwkundig kunstwerk binnen de Gemeente Amsterdam, maar gelegen op grond van Rijkswaterstaat. De brug kreeg in 2017 haar naam.
In het kader van de Nieuwe Haagseweg, naam voor het Amsterdamse gedeelte van rijksweg 4, werden er kunstwerken geïntegreerd; het zijn de eindjaren zestig en beginjaren zeventig. In 1973 rijdt er verkeer over het Amsterdamse traject en ter hoogte van de buurt Riekerpolder zijn twee sets viaducten te zien. De twee viaducten (brug 158P: Johan Huizingabrug) voor de kruising met de Johan Huizingalaan bevinden zich in hun laatste stadium van afbouw; het traject van de laan naar de Oude Haagseweg is opnieuw aangelegd, maar moet nog geasfalteerd worden. De twee viaducten of tunnels, afhankelijk van het standpunt, die later bekend worden als de Nieuwe Haagsebrug Noord en Zuid liggen er nog ongebruikt bij. Het zou nog jaren duren voordat er ter plekke van het Adam Smithplein verkeer onder de rijksweg zal doorgaan. Ook een jaar later (augustus 1974) liggen er alleen de overspanningen, maar een aansluiting op de infrastructuur heeft het nog niet. In 1982/1985 is de situatie voor verkeer ongewijzigd, maar tussen de beide Nieuwe Haagsebruggen ligt dan een vroege versie van de Nieuwe Haagsespoorbrug van de Nederlandse Spoorwegen. 
Met de afronding van de aanleg van de combinatie John M. Keynesplein en eerder genoemd Adam Smithplein met de daaraan gevestigde kantoren wordt er een weg doorgetrokken van het laatste plein naar de Oude Haagseweg. Het is dan circa 2004. De tunnels hebben een hoogte van 3,25 meter dus hangen relatief laag boven het wegdek. 
Noch het Adam Smithplein noch de Johan Huizingalaan hebben een directe aansluiting op de rijksweg.
De Oude Haagsebrug ligt in de Oude Haagseweg over de Ringvaart Haarlemmermeer. 

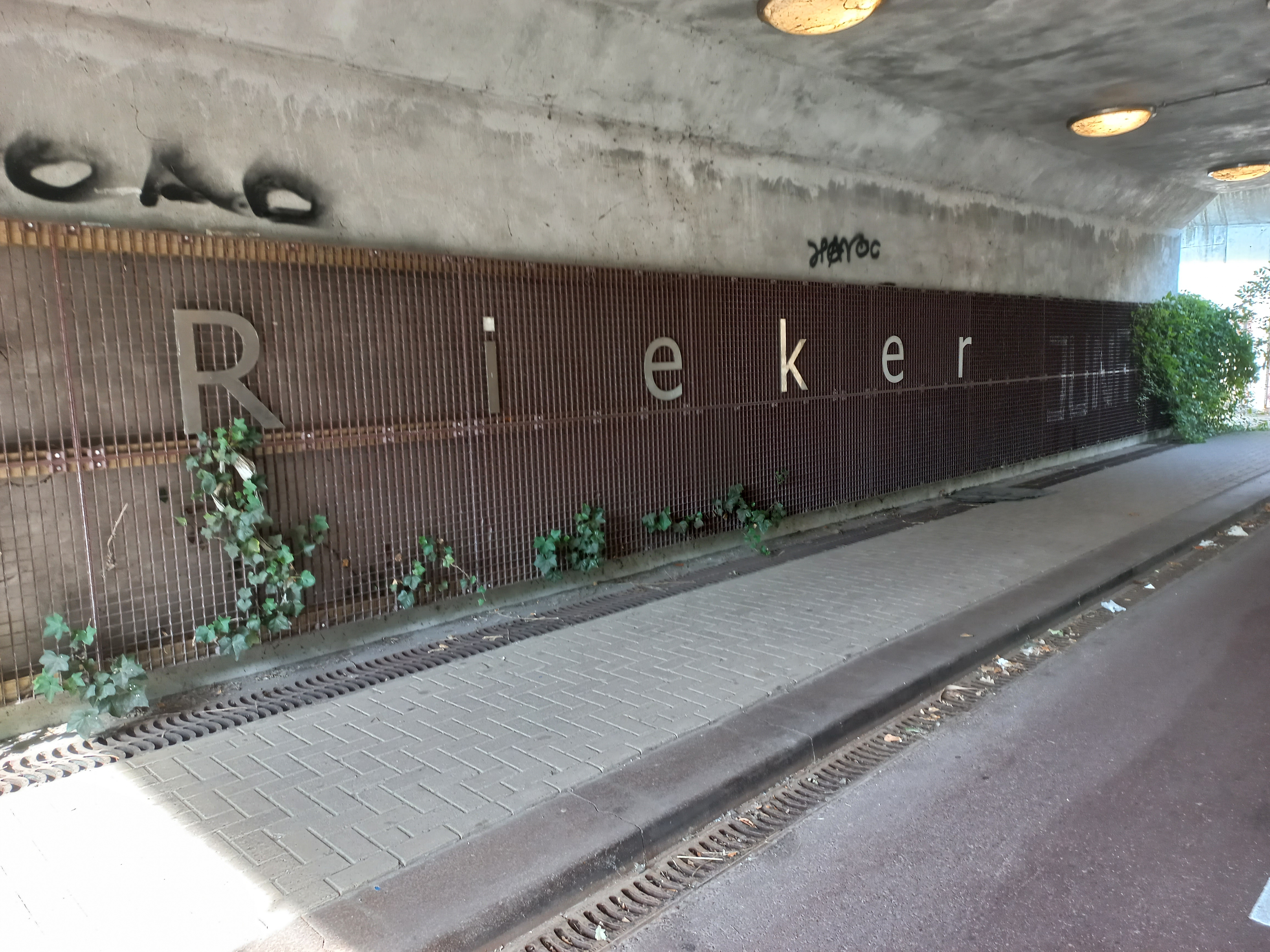
Belettering (september 2022)